# Le Mousse
Extrait de son unique recueil Les Amours Jaunes, Le mousse, poème de Tristan Corbière a été publié dans de nombreuses anthologies. Il figure ici comme une invitation à redécouvrir ce poète inconnu de son vivant — Paul Verlaine le fait découvrir dans son essai Les Poètes maudits.

## Le Mousse
Mousse : il est donc marin, ton père ?...
— Pêcheur. Perdu depuis longtemps.
En découchant d'avec ma mère,
Il a couché dans les brisants...
Maman lui garde au cimetière
Une tombe — et rien dedans —
C'est moi son mari sur la terre,
Pour gagner du pain aux enfants.
Deux petits. — Alors, sur la plage,
Rien n'est revenu du naufrage ?...
— Son garde-pipe et son sabot .
La mère pleure, le dimanche,
Pour repos... Moi : j'ai ma revanche
Quand je serai grand — matelot ! —
Baie des Trépassés

## Contexte historique
À l'heure où sévissaient les poètes du Parnasse, il fallait oser écrire ces vers que certains, dans l'époque, auraient taxé de banalité. Avec Corbière, nous sommes également bien loin de l'élégiaque Lamartine et tout aussi loin du fameux, mais si paisible Oceano Nox de Victor Hugo, sur lequel Tristan Corbière tire encore à boulets ramés.